# Leo Brouwer (musicus)
Juan Leovigildo ("Leo") Brouwer (Havana, 1 maart 1939) is een Cubaans componist, gitarist en dirigent.

## Levensloop
Brouwer werd geboren als zoon van een arts. Op zijn dertiende begon hij met gitaarspelen; hij werd geïnspireerd door het luisteren naar flamencomuziek en werd aangemoedigd door zijn vader, die zelf ook gitaar speelde om op zijn gehoor stukken van Villa-Lobos, Tárrega en Granados na te spelen. Vanaf 1955 studeerde hij aan het Conservatorio de Havana, naast de theoretische vakken vooral gitaar bij Isaac Nicola en viool bij Emílio Pujol. Brouwer gaf op zeventienjarige leeftijd zijn eerste concert. Vervolgens studeerde hij compositie bij Stefan Wolpe aan de Juilliard School in de Verenigde Staten. Hij heeft een aantal aanstellingen gehad in zijn geboorteland, onder meer als directeur van de muziekafdeling van het Cinema Institute van Cuba.
Zijn oeuvre bestaat naast diverse stukken voor sologitaar uit een opera, balletmuziek en filmmuziek voor meer dan 40 films. Aanvankelijk werd Brouwer beïnvloed door de Cubaanse volksmuziek. In een volgende fase componeerde hij veel seriële muziek en twaalftoonsmuziek. Hij ontwikkelde hieruit een naar minimal music neigende stijl; zelf spreekt hij van modulaire muziek.
In 1987 werd Brouwer erelid van UNESCO.

### Nederlandse afkomst
Brouwer heeft een Nederlandse grootvader van vaders kant, maar is in Cuba geboren. Hij noemt Holland "the country of my grandfather" bij een bezoek aan, en optreden in, Nederland in 2009. 

## Composities

### Werken voor gitaar

#### Gitaarsolo
- 1955 Suite No. 1 Antigua
- 1955 Suite No. 2
- 1956 Preludio
- 1957 Danza Característica "Quítate de la Acera"
- 1959 Fuga No. 1
- 1959 Tres Apuntes
- 1964 Danza del Altiplano
- 1964 Elogio de la Danza
- 1968 Canticum
- 1968 Un Día de Noviembre
- 1971 La Espiral Eterna
- 1973 Parábola
- 1973 Estudios Sencillos (Nos. 1-10)
- 1974 Tarantos
- 1975 Cadences
- 1981 El Decamerón Negro
- 1981 Preludios Epigramáticos No. 1-6
- 1984 Variations on a Theme of Django Reinhardt
- 1987 Paisaje Cubano con Campanas
- 1990 Sonate

• Fandangos y boleros
• Sarabanda de Scriabin
• Toccata de Pasquini
- 1993 Rito de los Orishás
- 1996 Hika: In Memoriam Toru Takemitsu
- 1996 Hoja de album
- 1996 Paisaje Cubano con Tristeza'"
- 1999 An Idea (Passacaglia por Eli)
- 2000 Viaje a la Semilla
- 2001 Nuevos Estudios Sencillos No. 11-20
- 2004 Omaggio a Prokofiev
- 2004 La Ciudad de las Columnas
- 2008 Paisaje Cubano con fiesta
- Canción Triste
- Cantilena de los bosques dedicata a Roberto Fabbri
- Dos aires populares cubanos

• Guajira criolla
• Zapateado
- Exaedros 1
- Paisaje Cubano con lluvia
- Paisaje Cubano con rumba
- Piezas sin títulos No. 1-3
- Variantes
- Variations on a Piazzolla Tango
- Dos Temas populares cubanos"

• Duerme negrita, canción de cuna (Berceuse)
• Ojos Brujos

#### Gitaarensemble

##### Gitaarduo
- 1957-1958 Micropiezas Hommage à Darius Milhaud
- 1958 Micropiezas No.5
- 1964 Música incidental campesina, (muziek voor theaterstuk El fantasma)
- Per Suonare a Due
- Triptoco

##### Gitaarkwartet
- Canciones remotas
- Toccata para cuatro o más guitarras
- Toccata
- Paisaje Cubano Con Rumba

##### “Gitaarorkest”
- 1979 Acerca del cielo, el aire y la sonrisa

#### Gitaar en strijkkwartet
- 1957 Kwintet voor gitaar en strijkkwartet

#### Gitaar en orkest
- 1958 Tres danzas concertantes
- 1983 Retrats Catalans
- 1985 From yesterday to Penny Lane
- 1995 Concierto Omaggio a Paganini (concert voor gitaar en viool)

##### Gitaarconcerto's/Conciertos para Guitarra
- 19?? Concierto p.g. No. 1
- 1981 Concierto p.g. No. 2 de Lieja
- 1986 Concierto p.g. No. 3 Elegiaco
- 1987 Concierto p.g. No. 4 de Toronto
- 1991 Concierto p.g. No. 5 de Helsinki
- 1997 Concierto p.g. No. 6 de Volos
- 1998 Concierto p.g. No. 7 "La Habana"
- 1999 Concierto p.g. No. 8 "Concierto Cantata de Perugia"
- 2002 Concierto p.g. No. 9 "de Benicassim"
- 2003 Concierto p.g. No. 10 "Book of Signs" (orkest en twee gitaren)
- 2007 Concierto p.g. No. 11 "de Requim (In memoriam Toru Takemitsu)"

### Ander werk

#### Solo-instrumenten
- 1960 Sonata para cello solo (cello)
- 1962 Variantes para un percusionista (percussie)
- Diary Of An Alien-Flute Solo (fluit)

#### Ensemble / Kamermuziek

##### Strijkkwartetten
- 1961 Cuarteto de cuerdas No. 1, a la memoria de Bela Bártok
- Cuarteto de cuerdas No. 2
- Cuarteto de cuerdas No. 3
- Demeter Prelude

##### Overig
- 1970 Sonata pian e forte (piano en tape-opname)
- 1970 Per suonare a Tre (fluit, alto, en gitaar)
- 1983 Manuscrito antiguo encontrado en una botella (pianotrio)
- Canción de Gesta  (kamerorkest)
- Sonata por Cor et Piano (strijkers en piano)
- Pictures of another Exhibition (strijkers en piano)
- La Región más Transparente (fluit en piano)
- Basso Continuo I (2 klarinetten)
- La Vida Misma (piano, viool, cello en percussie)
- Ballad for Flute and Strings

#### Orkestwerken
- 1984 Canciones remotas (strijkorkest)
- Symphonie No. 1 (orkest)
- Remembrances (orkest)
- Anima Latina (orkest)
- Cadence Quatuor en Ré

##### Orkest met soloinstrumenten
- 1972 Balada, concierto para flauta y orquesta de cuerdas (fluit en strijkorkest)
- 1972 Concierto para violín y orquesta (viool en orkest)

#### Harmonieorkest
- 1981 Canción de Gesta (For the Boat Loaded with the Future), voor harmonieorkest. In opdracht van Robert Austin Boudreau.

#### Koor
- Canciones Amatorias (para coro mixto, sobre textos de Federico García Lorca y José Hernández) ((amateur) SATB-koor)

#### Filmmuziek
- 1960: Historias de la revolución
- 1965: Vaqueros del cauto
- 1966: Papeles son papeles
- 1966: La muerte de un burócrata
- 1967: Las aventuras de Juan Quin Quin
- 1968: LBJ
- 1968: Hanoi, martes 13
- 1968: Memorias del subdesarrollo
- 1968: Lucía
- 1969: Despegue a las 18:00
- 1971: La bataille des dix millions
- 1972: Una pelea cubana contra los demonios
- 1973: El extraño caso de Rachel K
- 1973: El hombre de Maisinicú
- 1975: Abril de Vietnam en el año del gato
- 1975: Ustedes tienen la palabra
- 1976: Un día de noviembre
- 1976: La cantata de Chile
- 1976: La última cena
- 1977: Mi hermano Fidel
- 1977: Destino manifiesto
- 1978: Son o no son
- 1978: El recurso del método
- 1979: No hay sábado sin sol
- 1979: De overlevenden (Los sobrevivientes)
- 1979: La viuda de Montiel
- 1980: La guerra necesaria
- 1982: Una y otra vez
- 1983: Tiempo de amar
- 1983: Los refugiados de la cueva del muerto
- 1983: Alsino y el cóndor
- 1983: La rosa de los vientos
- 1983: Cecilia
- 1983: Hasta cierto punto
- 1984: La segunda hora de Esteban Zayas
- 1985: Cuando una mujer no duerme
- 1985: Wilde honden (Jíbaro)
- 1985: Amada – een jonge vrouw uit Havanna
- 1986: Tiempo de morir
- 1992: Bitterzoete chocolade (Como agua para chocolate)
- 1995: Un héroe se hace a patadas
- 1995: A Walk in the Clouds
- 1998: Mátame mucho
- 2002: 'Ficción sin ficción
- 2003: Memorias de Lucía
- 2004: Lucía y el tiempo
- 2004: La persistencia de la memoria
- 2005: Kordavision

## Opnames van Brouwer
- De Bach a Los Beatles (EGREM)
- La obra guitarrística de Leo Brouwer. Vol. I. Brouwer por Brouwer. (EGREM)
- La obra guitarrística de Leo Brouwer. Vol. II. Brouwer intérprete. (EGREM)
- La obra guitarrística de Leo Brouwer. Vol. III. Re-creaciones. (EGREM)
- La obra guitarrística de Leo Brouwer. Vol. IV. Conciertos para guitarra y orquesta. (EGREM)
- La obra guitarrística de Leo Brouwer. Vol. V. Brouwer por los maestros Rey Guerra y Joaquín Clerch. (EGREM)
- La obra guitarrística de Leo Brouwer. Vol. VI.] Presencia en el Festival Internacional de guitarra... (EGREM)
- La obra guitarrística de Leo Brouwer. Vol. VII.] Ensambles con guitarras. (EGREM)
- La obra guitarrística de Leo Brouwer. Vol. VIII.] Actuaciones memorables. (EGREM)
- Rara (Deutsche Grammophon)
- Leo Brouwer Collection Vol.1-6 (Frame)

## Trivia
De zesde van zijn Études Simples werd aangehaald door heavymetalgitarist Randy Rhoads toen hij met Ozzy Osbourne werkte in de inleiding tot het nummer Diary of a Madman.